# Министерство обороны и военных ветеранов ЮАР
Министерство обороны и военных ветеранов ЮАР является министерством обороны правительства Южной Африки. Оно осуществляет надзор за южноафриканскими национальными силами обороны, вооружёнными силами, ответственными за защиту Южной Африки.
С 5 августа 2021 года министром обороны и ветеранов войны является — Танди Модисе.
С 30 июня 2024 года его сменила Анджелина Мочекга.